# Cechenena transpacifica
Espèce
Cechenena transpacifica est une espèce d'insectes lépidoptères de la famille des Sphingidae, sous-famille des Macroglossinae, tribu des Macroglossini, sous-tribu des Choerocampina et du genre Cechenena.

## Description
Ce papillon ressemble à Cechenena chimaera, mais la surface basale du dessous de l’aile antérieure est ocre rougeâtre. Les adultes sont sexuellement dimorphes. L'intensité de la couleur sombre de la partie supérieure de la partie antérieure de l'aile chez les mâles est très variable et va du très fortement marqué au presque non marqué.

## Répartition et habitat
Répartition
L'espèce est endémique des Philippines.

## Systématique
- L'espèce Cechenena transpacifica a été décrite par l'entomologiste américain Benjamin Preston Clark en 1923[1], sous le nom initial de Xylophanes transpacifica, il l'a lui-même reclassé dans le genre Cechenena en 1926[2].

### Synonymie
- Xylophanes transpacifica Clark, 1923 protonyme